# Luther-Werke
| Luther-Werke                                                         |
| -------------------------------------------------------------------- |
| Die Luther-Werke auf einer Karte der Stadt Braunschweig, 1899. \| \| |
| Luther-Werke · Braunschweig 1899                                     |

Werksanlagen der Mühlenbau-Anstalt Luther & Co. Braunschweig von 1894

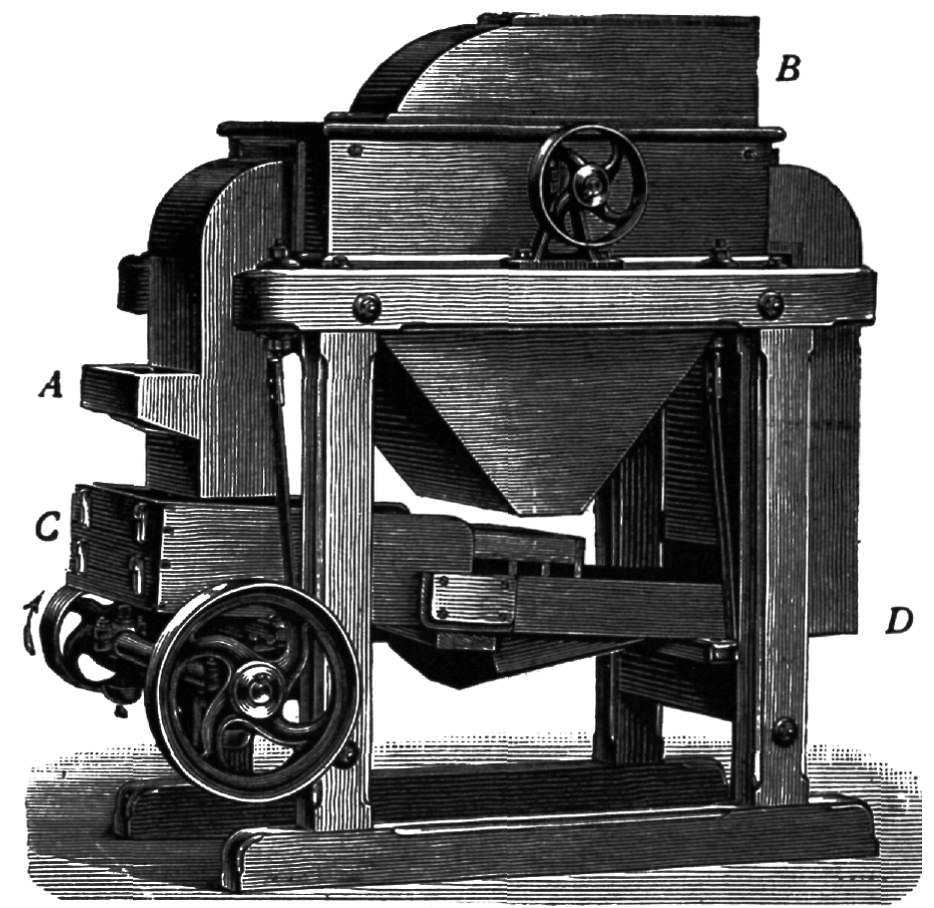
Aspirationsreinigungsmaschine von G. Luther, um 1904

Die Luther-Werke waren ein 1875 gegründetes Unternehmen des Mühlen- und Maschinenbaus in Braunschweig, das bis 1925 bestand.

## Geschichte

### Gründung und Aufbau
Die Luther-Werke wurden am 1. Juli 1875 von Gottlieb Luther als G. Luther, Maschinenfabrik und Mühlenbau gegründet. Luther betrieb bereits seit 1846 (von 1852 bis 1875 zusammen mit Carl Peters aus Wülperode) in Wolfenbüttel die erste Mühlenbauanstalt Deutschlands und war auch an der Eitzumer Ölmühle beteiligt, wo er neueste Mühlenbautechniken erprobte. 1878 erwarb Luther die Mühle Rüningen. Nach Luthers Tod 1879 führte sein Sohn Hugo die Geschäfte weiter. Auf dem Gelände an der Frankfurter Straße nahm er die Produktion von Getreidegroßmühlen auf. 1888 erfolgte die Umwandlung in eine Kommanditgesellschaft (KG).
Aufgrund finanzieller Probleme und Streitigkeiten schieden die Kommanditisten Ernst Amme, Carl Giesecke und Julius Konegen aus dem Unternehmen aus und bauten 1895 unter der Firma Braunschweigische Mühlenbauanstalt Amme, Giesecke & Konegen (AGK) einen eigenen Betrieb auf. 1897 übernahmen die Luther-Werke die Mühlenbauanstalt, Maschinenfabrik und Eisengießerei Gebr. Seck in Darmstadt, schlossen das Werk in Darmstadt zum Ende des Ersten Weltkriegs und führten die Firma in der 1873 in Dresden gegründeten und 1918 in den Zschachwitzer Ortsteil Sporbitz (seit 1950 Stadtteil von Dresden) verlegten Dresdener Niederlassung unter dem Namen Mühlenbauanstalt und Maschinenfabrik vorm. Gebrüder Seck fort. 1898 wurden die Luther-Werke in eine Aktiengesellschaft (AG) umgewandelt.

### Fusion zur MIAG
Am 1. August 1921 gründete Hugo Greffenius in Frankfurt am Main die MIAG Mühlenbau und Industrie AG und erwarb die Aktienmehrheiten an mehreren konkurrierenden Mühlenbau-Unternehmen, darunter auch AGK und Luther-Werke. Diese zunächst noch formal selbständigen Unternehmen wurden 1925 auf die MIAG fusioniert, die ihren Sitz Anfang 1930 nach Braunschweig verlegte. Nach 1933 wuchs wegen der rasant steigenden Rüstungsaufträge (1938 73 Prozent des gesamten Auftragsvolumens) die Beschäftigtenzahl in Braunschweig von etwa 3.500 Mitarbeitern in 1933 auf mehr als 8.000 in 1936/1937.

### Luther & Jordan
Seit 1933 entwickelte sich im ehemaligen Luther-Betrieb des MIAG-Konzerns ein eigener MIAG-Flugzeugbaubetrieb, in dem bis Anfang der 40er Jahre fast 1300 Flugzeuge gefertigt wurden. Wachsende Bedeutung bekam das MIAG-Werk mit der Einbeziehung in die Kampfflugzeugproduktion durch Lizenzbauten der Messerschmitt Bf 110 ab 1939, in der um 1940 etwa 5000 Mitarbeiter beschäftigt waren. Zur besseren Abgrenzung von anderen Rüstungsproduktionssparten im MIAG-Konzern erfolgte 1941 auf Anregung des Reichsluftfahrtministeriums die Auslagerung der MIAG-Flugzeugbausparte.
Dazu gründete Stephan Luther im Juni 1941 die Luther-Werke Luther & Co. GmbH, die mit staatlicher Unterstützung den Flugzeugbaubetrieb der MIAG übernahm. Die Luther-Werke blieben ab 1941 bis Kriegsende mit mehr als 1350 gefertigten Flugzeugen (weitere 450 Bf 110 waren bis 1941 im MIAG-Betrieb gefertigt worden) hauptsächlicher Lizenzfertigungsbetrieb für die Bf 110. Darüber hinaus waren die Luther-Werke mit ihrem Betrieb in der Frankfurter Straße auch in der Teile- und Baugruppenfertigung als Zulieferer für andere Herstellerbetriebe sowie als Reparaturbetrieb für Bf 110 und Heinkel He111 tätig. Nach finanzieller Beteiligung des technischen Leiters Walter Jordan wurde das Unternehmen 1943 in Luther-Werke Luther & Jordan GmbH umbenannt.
Nach mehreren Bombenangriffen auf die Luther-Werke in der Frankfurter Straße, in Bienrode und in Waggum wurde die Produktion ab Mitte 1944 erheblich in Mitleidenschaft gezogen. Bei einem Bombenangriff kam der Inhaber und Geschäftsführer Stephan Luther ums Leben. Sein Teilhaber Walter Jordan führte das Unternehmen bis Kriegsende alleine weiter. 1945 wurde das Werk durch die britische Militärregierung beschlagnahmt und zahlreiche Maschinen und Anlagen demontiert.

### Luther GmbH & Co.
1950 wurde das Werk an Walter Jordan und die Erben Stephan Luthers zurückgegeben und unter dem Namen Luther GmbH & Co. für den Bau von Anhängern und Nutzfahrzeugaufbauten, auch für militärische Zwecke weitergeführt. Die Luther-Werke waren ab 1953 durch einen Personalvertrag mit dem Unternehmen MIP Mainz Industries Panzerwerke verbunden. 1976 und 1978 erwirtschaftet das Unternehmen schwere Verluste. 1979 folgt der Konkurs.
Das ehemalige Werksgelände der Luther-Werke an der Frankfurter Straße in Braunschweig wurde (2010) größtenteils von der Braunschweiger Niederlassung der ALBA AG als Betriebshof für die Stadtreinigung genutzt.